# Линдерот, Андерс
Андерс Линдерот (швед. Anders Linderoth; 21 марта 1950, Кристианстад) — шведский футболист, полузащитник, а также футбольный тренер. Отец другого шведского футболиста, Тобиаса Линдерота.

## Карьера

### Карьера игрока
Играл в клубах «Хельсингборг» и «Эстер». Забил гол в финале Кубка Швеции 1976/77. В 1977 году перешёл во французский «Олимпик» из Марселя. Дебютировал в составе этой команды 3 августа 1977 года в матче чемпионата Франции против «Сошо», забил гол в этой игре. В сезоне 1977/78 клуб занял четвёртое место в Лиге 1, в сезоне 1979/80 выбыл в Лигу 2.
Дебютировал в сборной Швеции 14 мая 1972 года в товарищеском матче со сборной Чехословакии. Участвовал в чемпионате мира 1978, где провёл 3 матча. Последнюю игру за сборную провёл 22 мая 1980 года, это был матч Северного чемпионата против Финляндии.

### Карьера тренера
В 1995—1997 годах возглавлял клуб «Эльфсборг» из Буроса. В сезоне-1995 клуб занял третье место в южной зоне Дивизиона 1, в следующем сезоне занял первое место и вышел в лигу Аллсвенскан. В сезоне-1997 «Эльфсборг» занял седьмое место в высшей лиге.
В 1998 году стал главным тренером норвежского «Стабека». В сезоне-1998 клуб занял третье место в чемпионате и выиграл Кубок Норвегии. В межсезонье Андерс Линдерот пригласил в команду своего сына Тобиаса. Следующие 2 сезона «Стабек» занимал пятое место. Ушёл в отставку после поражения со счётом 1:8 от «Бранна» в мае 2001 года.
В 2002 году возглавил действовавший чемпион Швеции стокгольмский «Хаммарбю». В сезоне-2002 клуб занял седьмое место в Аллсвенскан, в Лиге чемпионов выбыл во втором квалификационном раунде. Наивысшим достижением «Хаммарбю» под руководством Андерса Линдерота было второе место в сезоне-2003. Его воспитанниками были будущие футболисты сборной Швеции Фредрик Стоор и Петтер Андерссон.
В ноябре 2006 года подписал контракт сроком на 2 года с датским клубом «Виборг». Андерс Линдерот стал третьим главным тренером команды за сезон. В ноябре 2007 года был отправлен в отставку, на тот момент «Виборг» занимал предпоследнее место в Суперлиге.
В 2008—2009 годах возглавлял середняк лиги Суперэттан «Ландскруну». В октябре 2009 года объявил о завершении тренерской карьеры.

## Достижения
В качестве игрока
- Лучший шведский футболист года 1976
- Обладатель Кубка Швеции 1976/77
- Вице-чемпион Швеции (2 раза): 1973, 1975

В качестве тренера
- Победитель южной зоны Дивизиона 1 1996
- Обладатель Кубка Норвегии 1998[13]
- Вице-чемпион Швеции 2003